# دیزی ارلز
هیلدا اِما اشنایدر (انگلیسی: Daisy Earles؛ ‏ ۲۹ آوریل ۱۹۰۷ – ۱۵ مارس ۱۹۸۰) با نام هنری دِیزی اِرلز، بازیگر و هنرمند کوتاه‌قامت اهل آلمان و عضوی از خانواده دال بود. وی بین سال‌های ۱۹۲۰ تا ۱۹۵۸ میلادی در سینمای آمریکا فعالیت می‌کرد و به او لقب «می وست مینیاتوری» داده بودند. او به همراه یک برادر و دو خواهر کوتاه‌فامت دیگرش، در واقع چهار فرزند از هفت فرزند «آملیا اما پروشه» و «گوستاو اشنایدر» ساکن اشتولپن آلمان بودند و پدرشان آنان را تشویق کرد تا در حوزهٔ سرگرمی و نمایش فعالیت کنند و از وضعیت کم‌کاری هیپوفیز خود، کمال استفاده را ببرند. آنها پس از مهاجرت به کالیفرنیا نام‌خانوادگی مدیر برنامه های خود «اِرلز» را برای خود برگزیدند، اما پس از مرگ این شخص نام‌خانوادگی شان را به «دال» تغییر دادند.
 او به‌همراه سایر اعضای خانواده دال در سال ۱۹۵۸ بازنشسته شدند.
از فیلم‌هایی که وی در آن نقش داشته‌است، می‌توان به بزرگ‌ترین نمایش روی زمین، عجیب‌الخلقه‌ها و جادوگر شهر از اشاره کرد.
فیلمِ عجیب‌الخلقه‌ها پس از انتشار در ۱۹۳۲ میلادی، وحشتناک توصیف شد و در ایالات متحده آمریکا با حذف صحنه‌های فراوانی اکران شد، در بریتانیا ممنوع گردید و در کانادا «بی رحمانه، غیر عادی و مضحک» نامیده شد.